# USS Nimitz (CVN-68)
«Німіц» (англ. USS Nimitz (CVN-68)) — авіаносець ВМФ США, перший у серії кораблів класу «Німіц». Назву отримав на честь Честера Вільяма Німіца — головнокомандувача тихоокеанським флотом США під час Другої світової війни.

## Історія
Авіаносець «Німіц» був закладений 22 червня 1968 р. та спущений на воду 13 травня 1972 р. 3 травня 1975 року авіаносець за участю президента Джеральда Форда був введений до складу флоту.
Перший похід здійснив у Середземне море, ставши першим за десять років американським кораблем з ядерною силовою установкою, що зайшов у Середземне море.
В 1980 році «Німіц» брав участь в операції «Орлиний кіготь», після провалу операції повернувся на базу, провівши в морі 144 дня.
26 травня 1981 р. на авіаносці при посадці відбулася катастрофа літака EA-6B Prowler внаслідок якої загинуло 14 осіб і 45 було поранено. Відповідальність за подію була покладена на палубну команду. Судове розслідування виявило, що частина загиблих моряків вживала марихуану. Після цієї події президентом США Рональдом Рейганом був прийнятий указ, за яким усі військовослужбовці США мали проходити тест на вживання наркотиків.
У серпні 1981 р. в ході навчань, що проводились у затоці Сідра (Середземне море), двома американськими літаками F-14 з «Німіца» були збиті два лівійські Су-22 (інцидент у затоці Сідра (1981)).
У 1986—1987 роках був здійснений перехід з Норфолка до нового місця приписки міста Бремертон.
В 1988 р. «Німіц» прикривав безпеку під час проведення Олімпійських ігор в Сеулі
В 1991 р. авіаносець здійснив похід у Перську затоку, брав участь в операції «Буря в пустелі».
З 2003 р. брав участь у війні в Іраку.